# 山道年
山道年，也称散道宁、蛔蒿素，是从菊科植物蛔蒿的花中提取的一种酮内酯化学物质，可用作驱虫药。过去被美英等国药典列为蛔虫药，在中国也曾用于宝塔糖。现已被效力更强、毒性更低的药物所代替。
水解可成为山道年酸 (C15H20O4)。

## 可能的生物合成

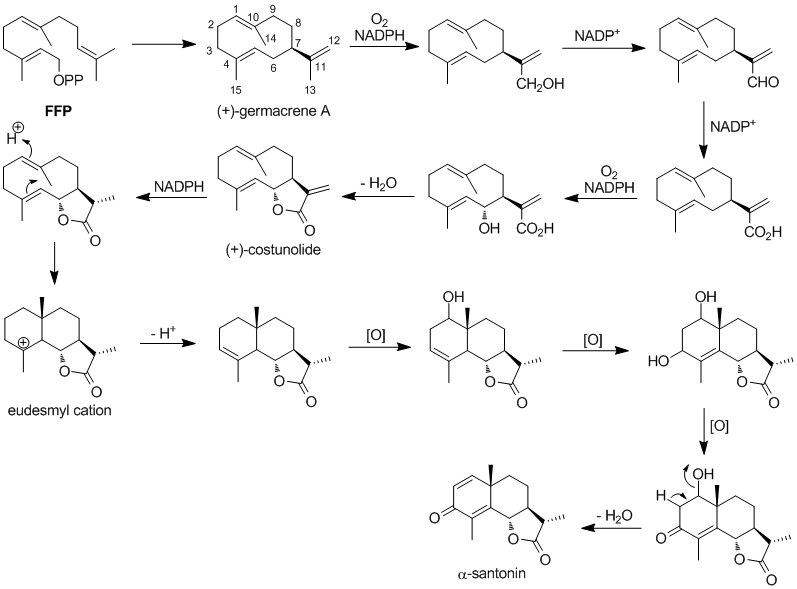
Figure 1. Proposed Mechanistic Biosynthesis of α-santonin

生物合成尚未得到充分阐释。

## 药用
可处理蛔虫等线虫感染，对绦虫无效。山道年使虫体麻痹；服药后，还应吃泻药以排出蛔虫。
山道年中毒可造成黄视、绿视。服用之前与之后起码3天不能吃油脂，以免脂溶性的山道年摄入体内。